# Catedral de Vasats
La catedral [de] Sant Joan Baptista de Vasats (en francès: cathédrale Saint-Jean-Baptiste de Bazas,) és una antiga catedral catòlica de França construïda entre els segles xiii i xiv en estil gòtic.
Està situat a la ciutat de Vasats, en el departament de Gironda, a la regió d'Aquitània.
Es tracta d'un edifici classificat com a monument històric per la llista de 1840 i classificat a la llista del Patrimoni de la Humanitat de la Unesco des de 1998 en l'àmbit dels Camins de Sant Jaume a França.

## Presentació
La catedral de Vasats va ser la seu de la diòcesi de Vasats fins a la Revolució Francesa. Després del Concordat de 1801 la diòcesi no va ser restaurada sinó dividida entre l'arxidiòcesi de Bordeus, la diòcesi d'Agen i la diòcesi d'Aire.
La catedral data gairebé tota dels segles xiii i xiv i es basa en el model de les grans catedrals gòtiques del nord de França. L'interior consta d'una nau llarga i sense transsepte i va ser reconstruïda entre 1583 i 1635 després que els hugonots l'haguessin danyat seriosament l'any 1561.

## Galeria d'imatges

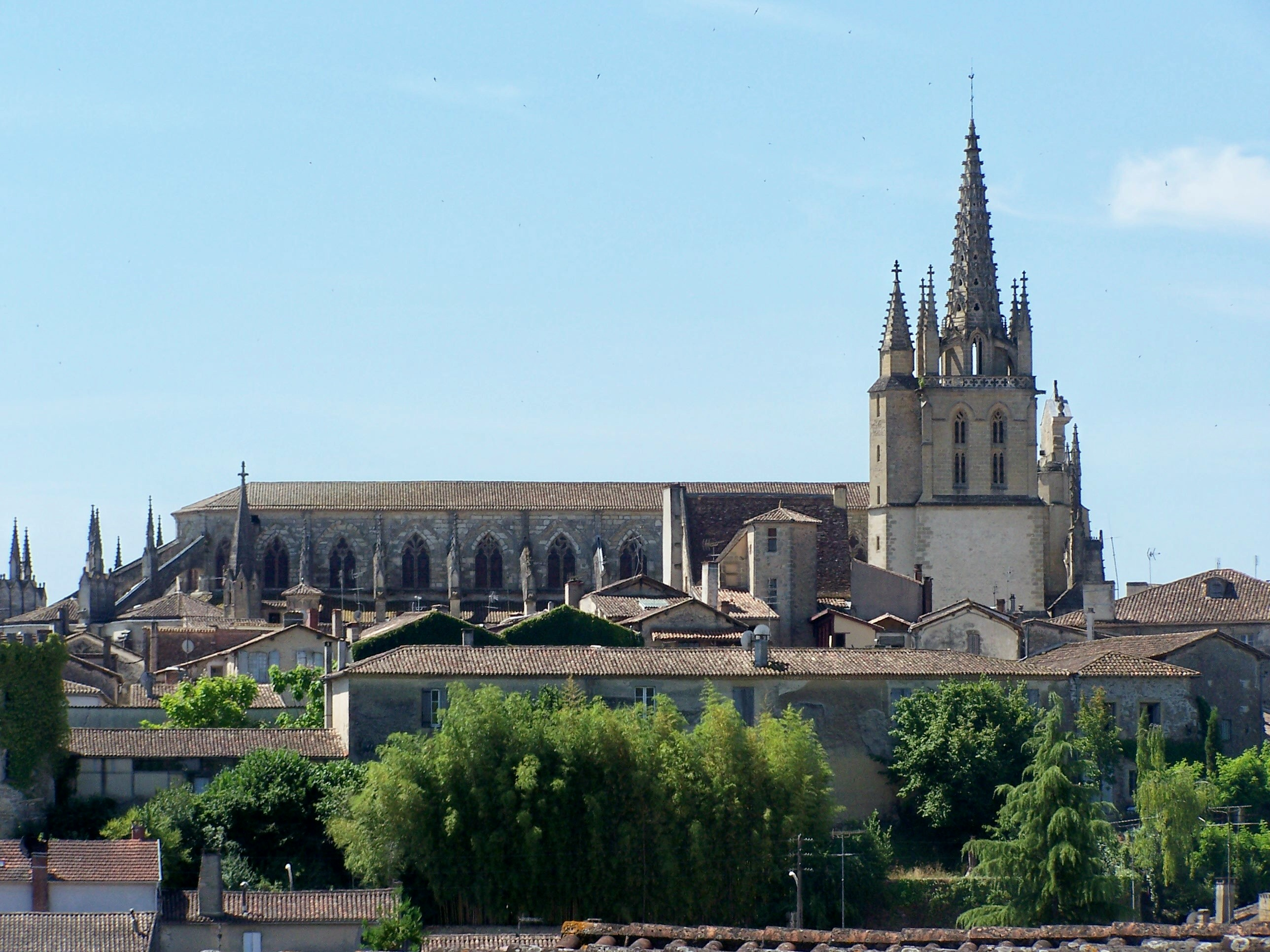
La catedral vista des del nord
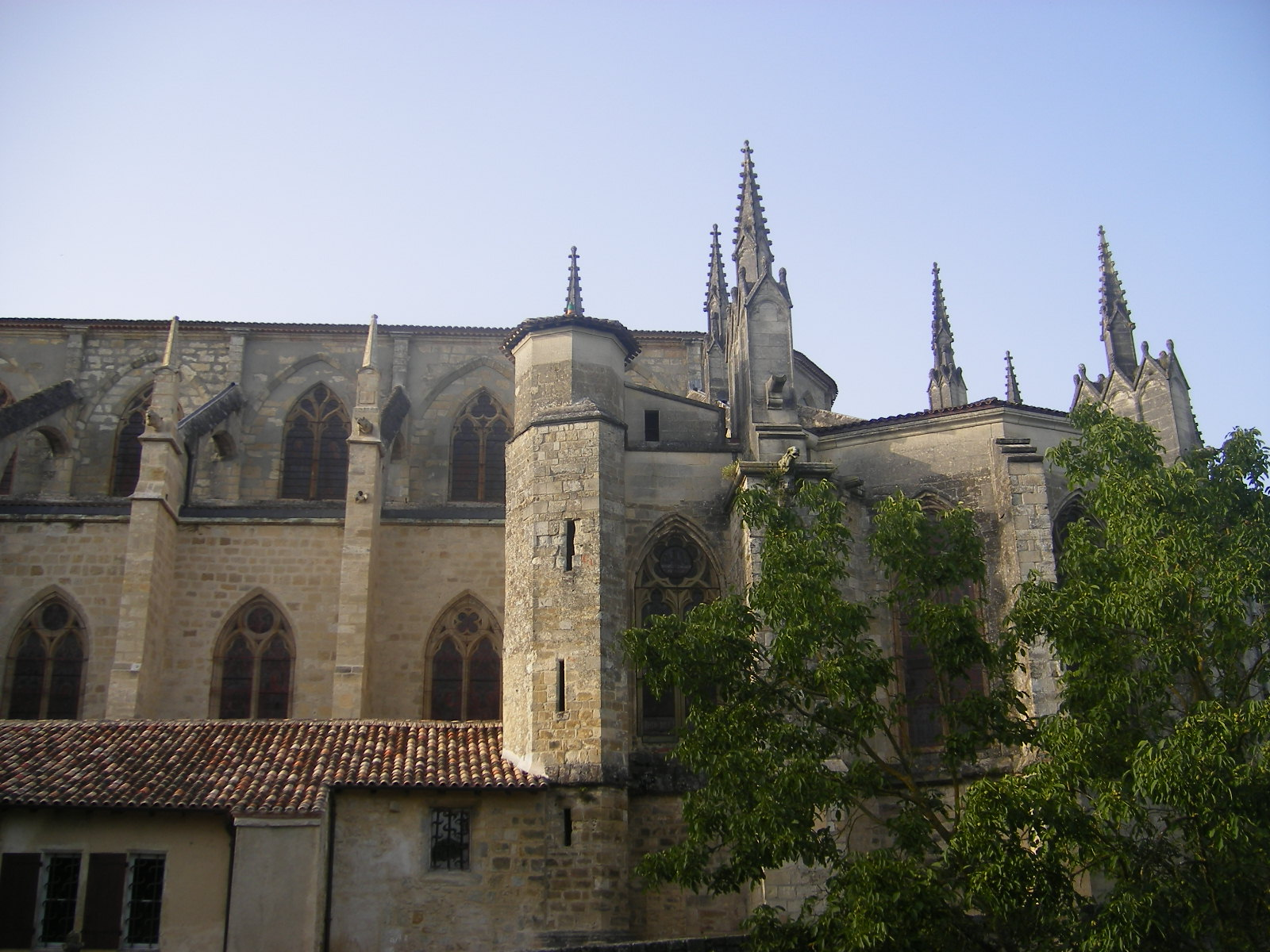
Capçalera, vista lateral
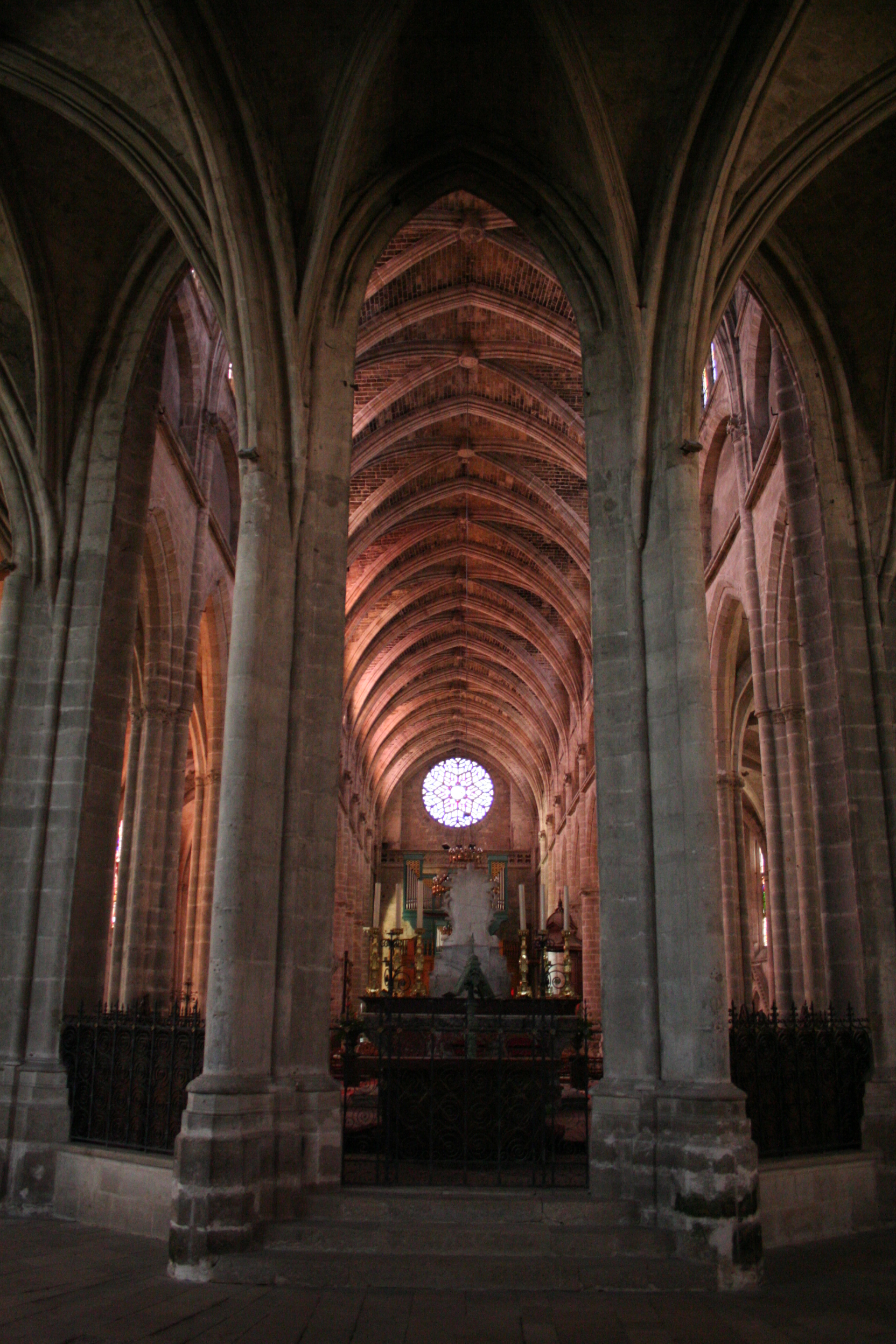
Nau interior
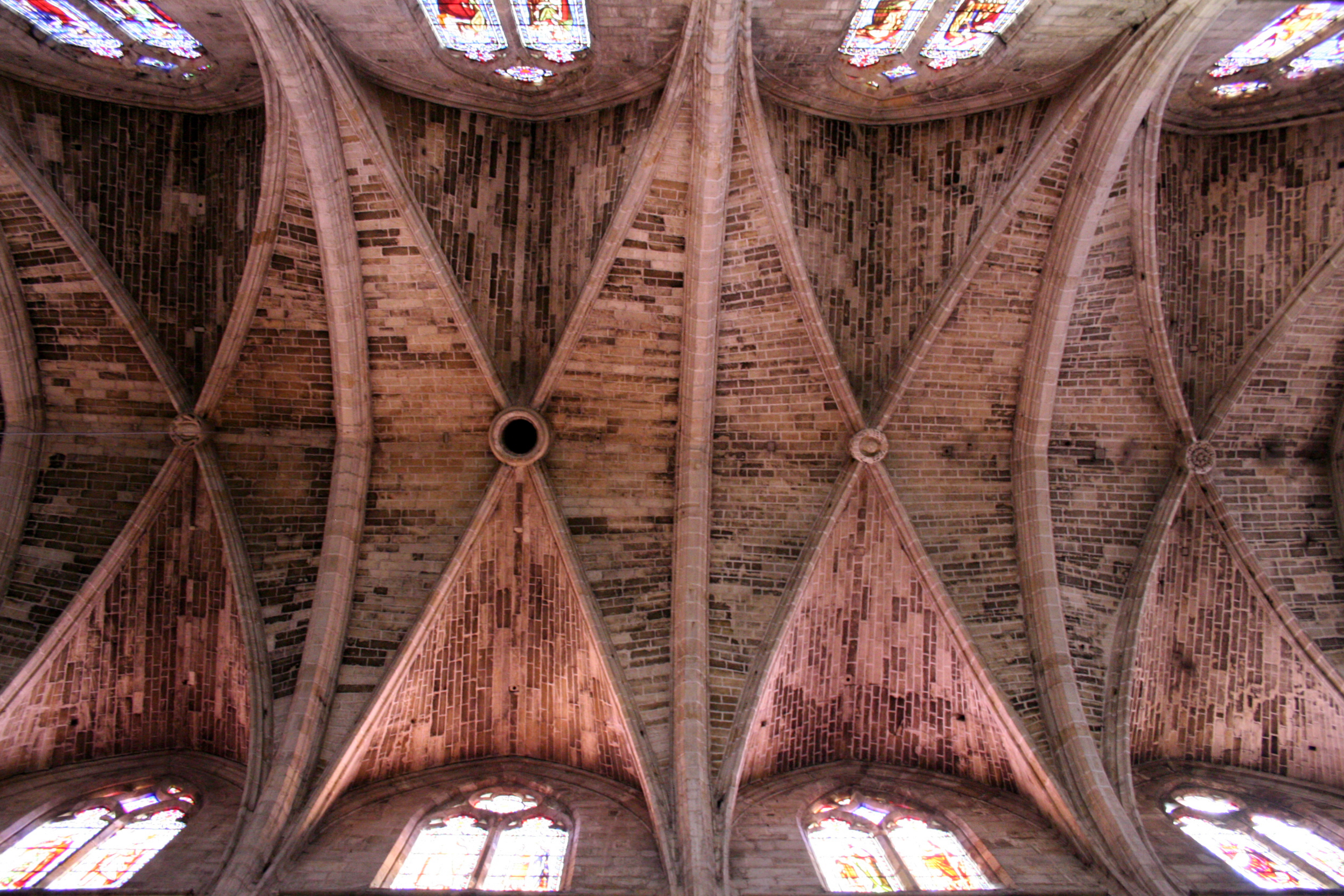
Detall de la volta
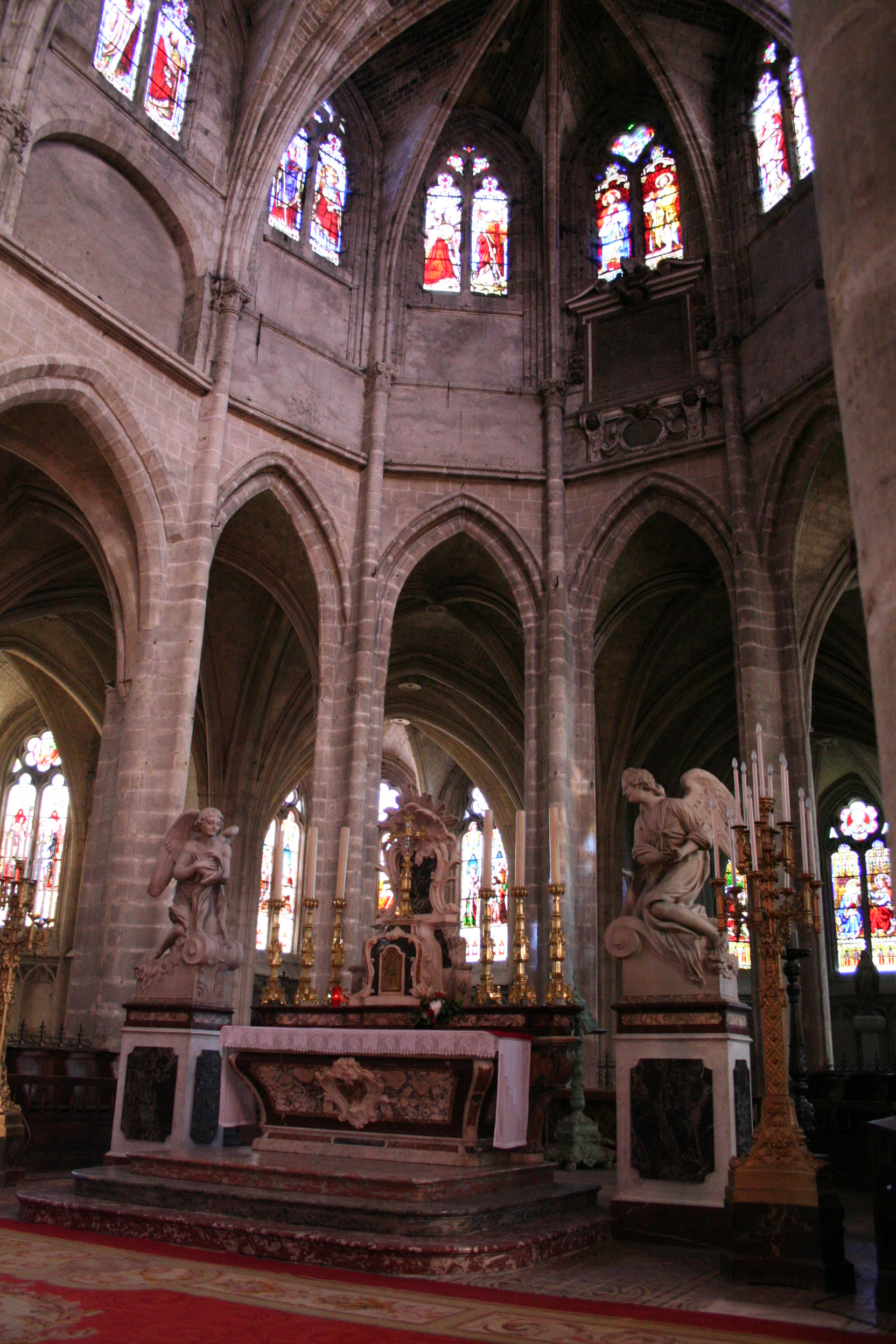
Detall de l'altar
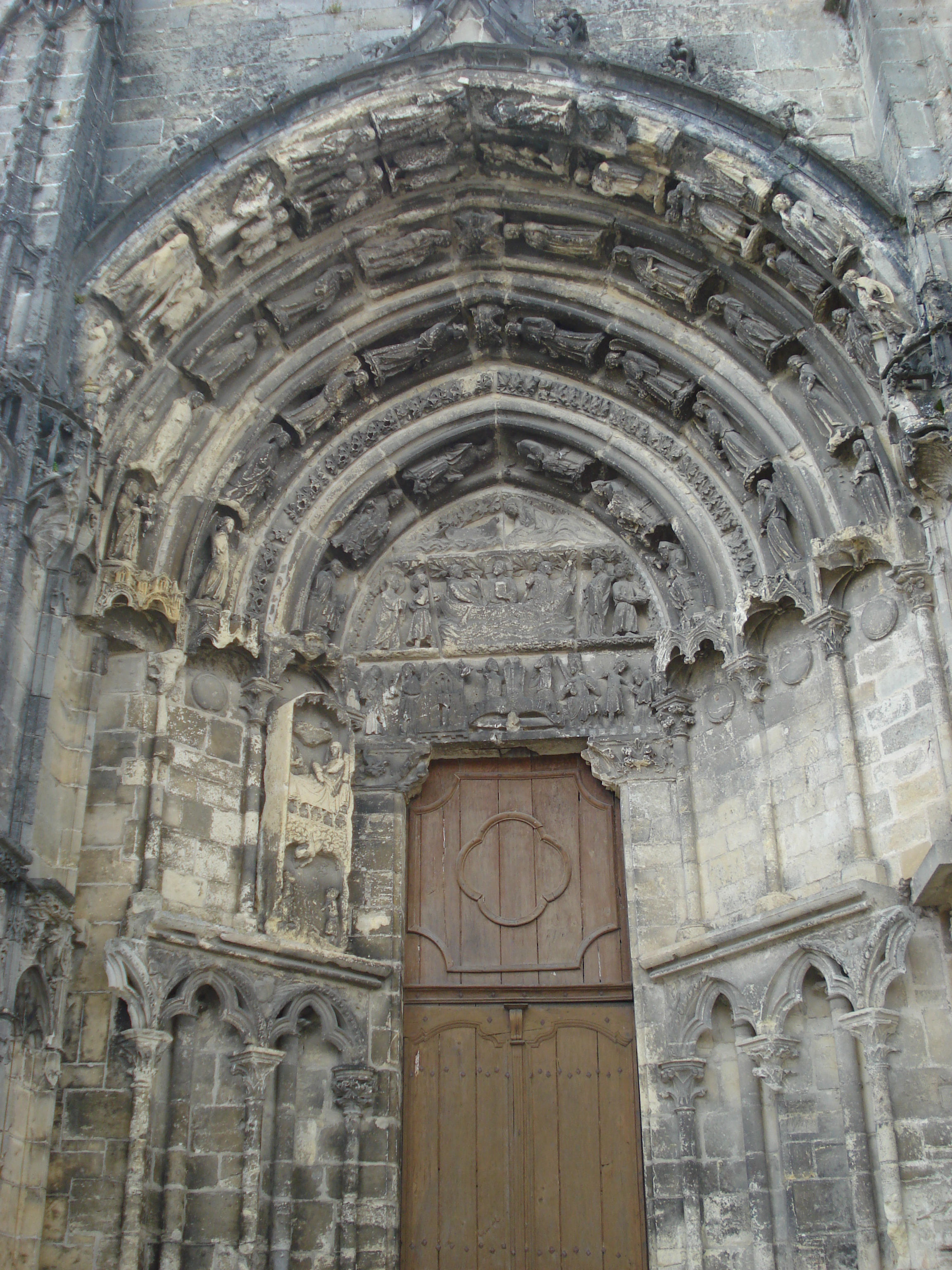
Portada esquerra
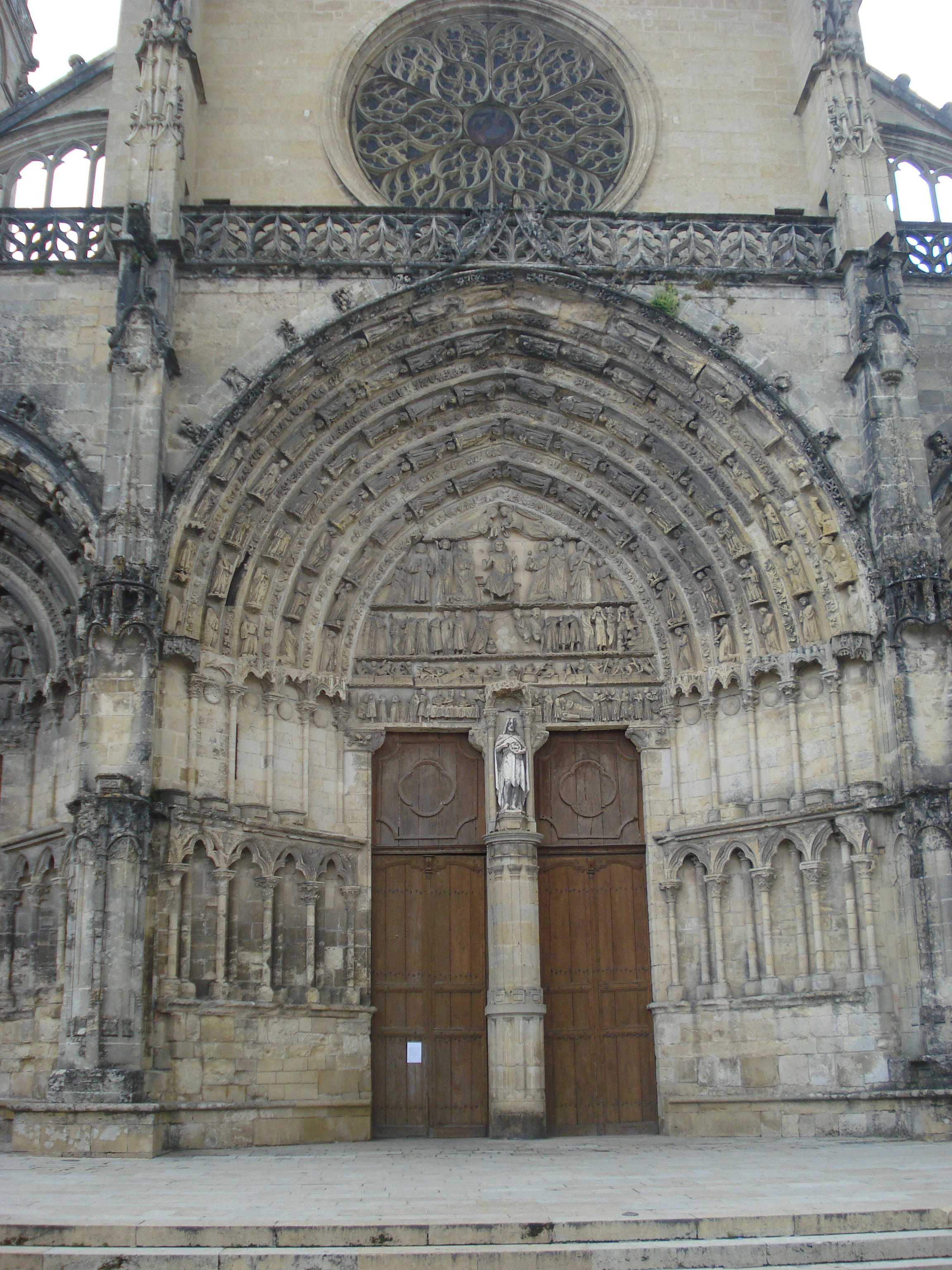
Portada central
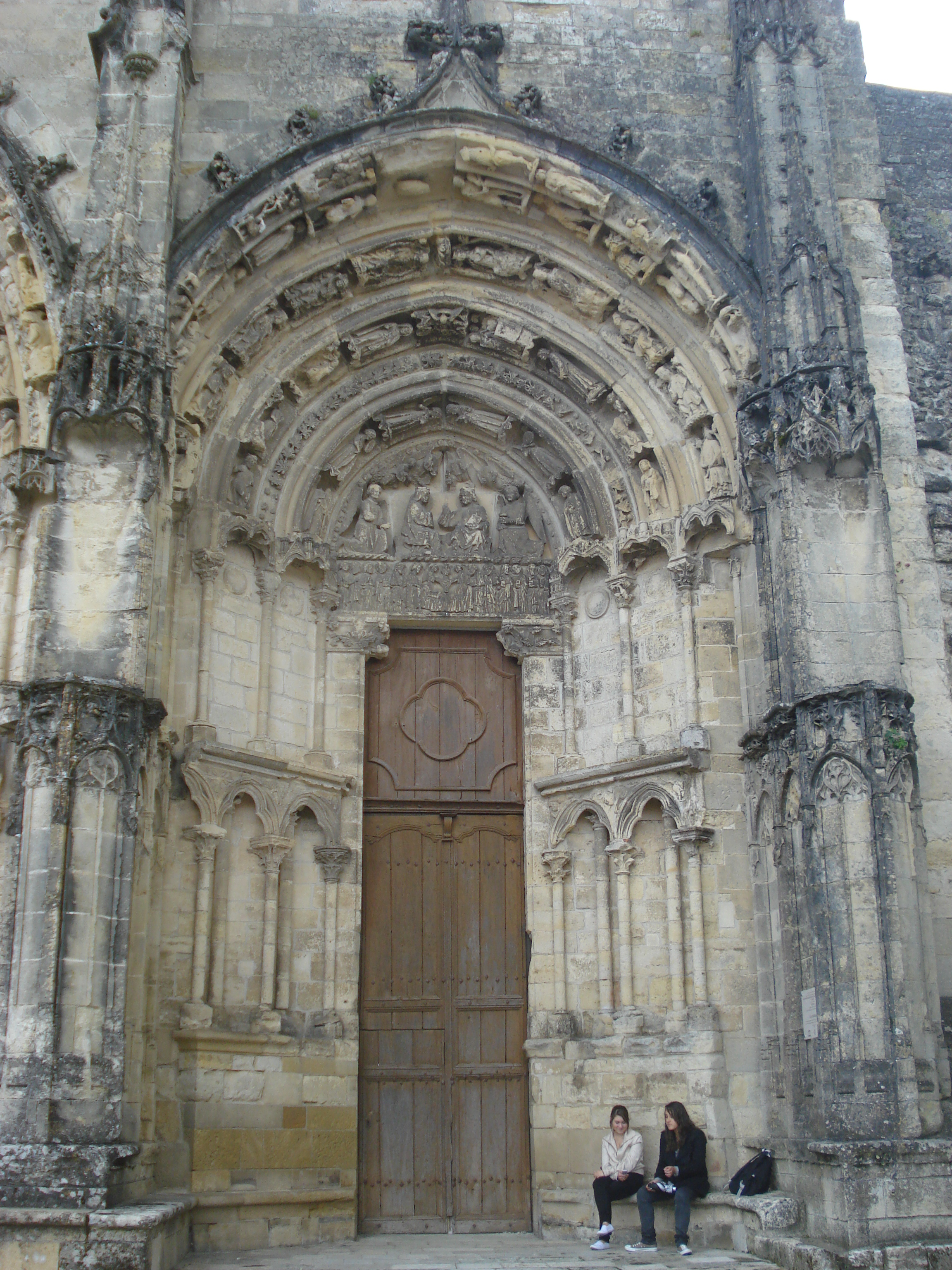
Portada dreta
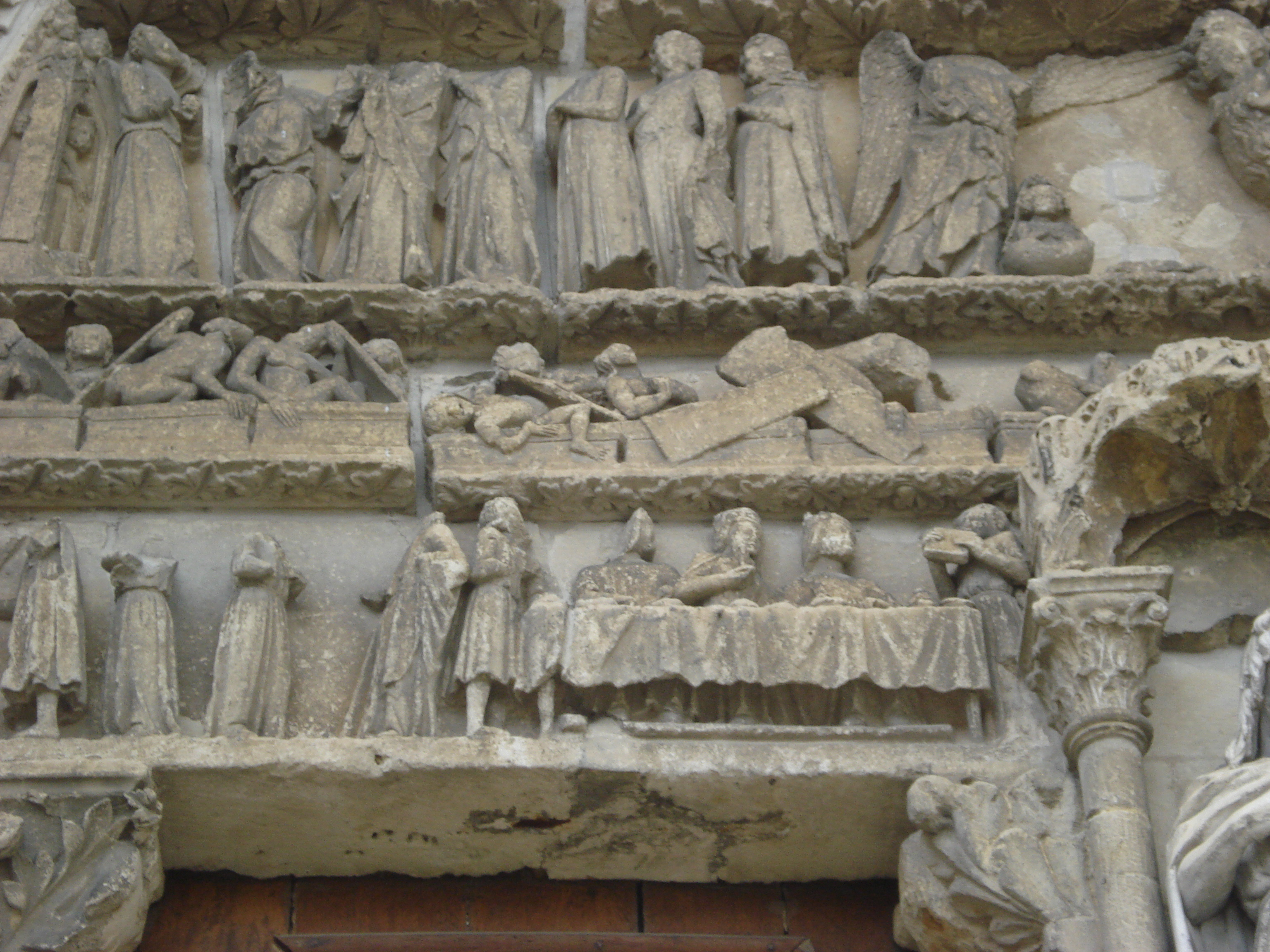
Timpà central, meitat esquerra
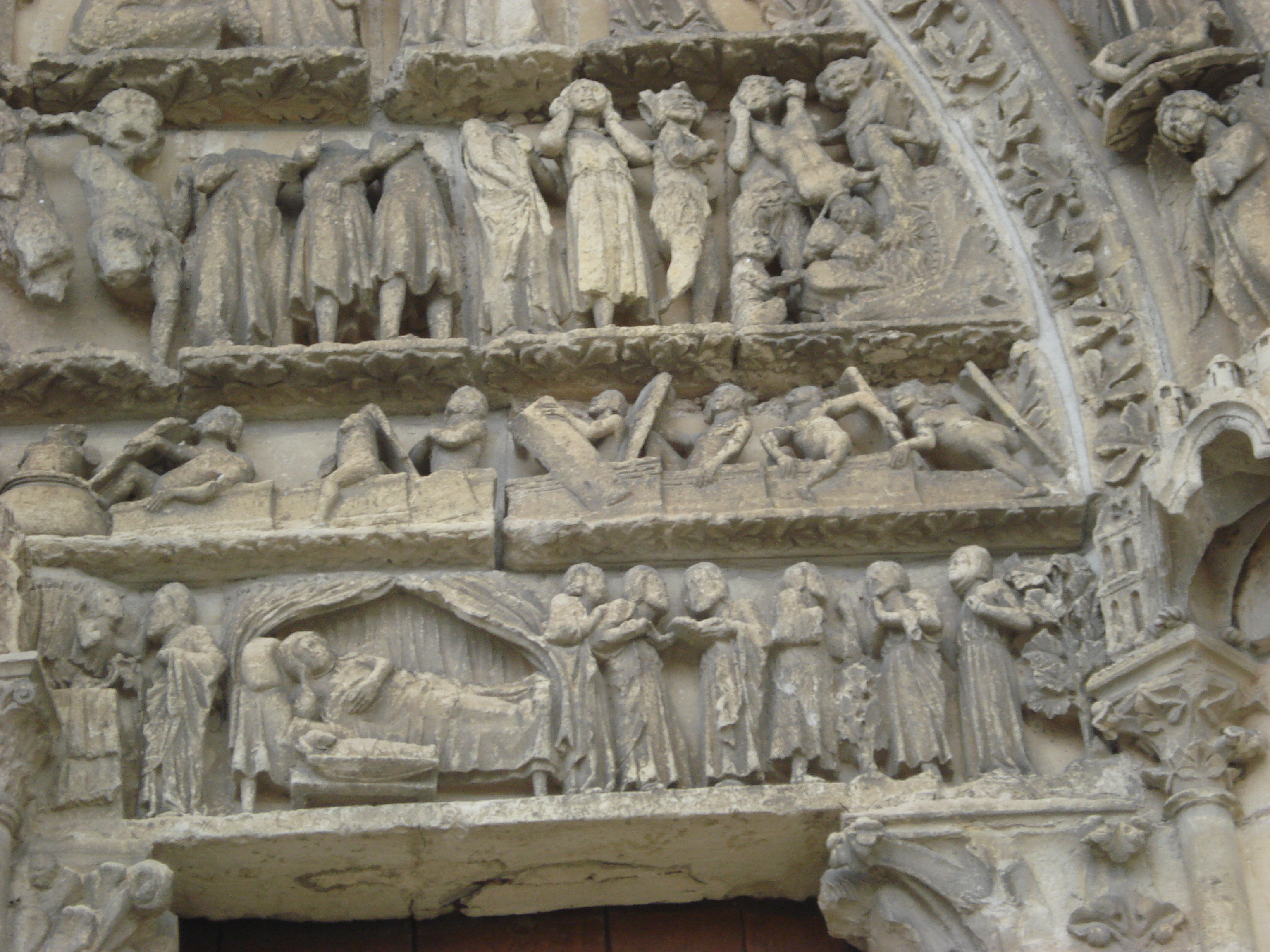
Timpà central, meitat dreta
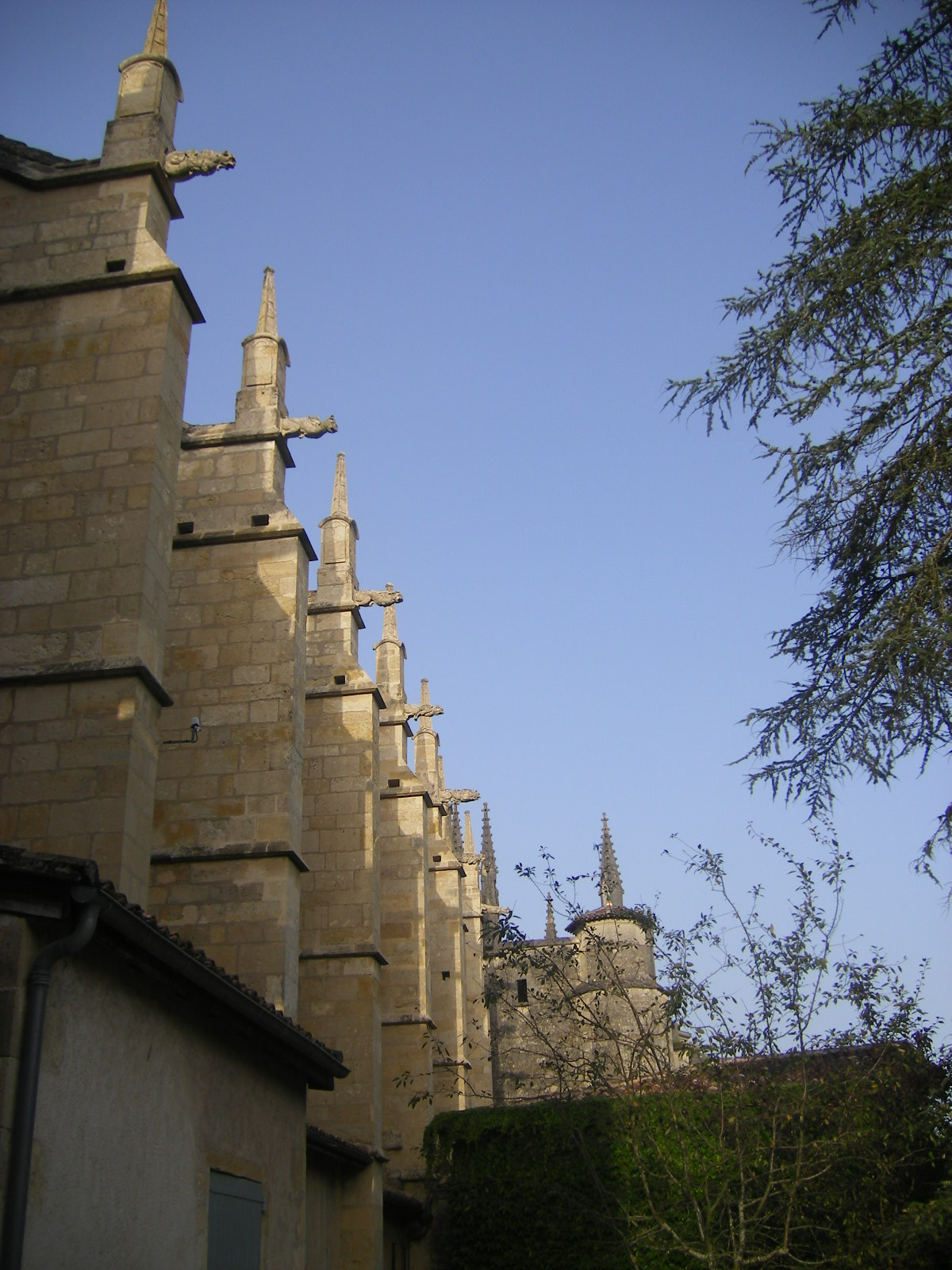
Gàrgoles
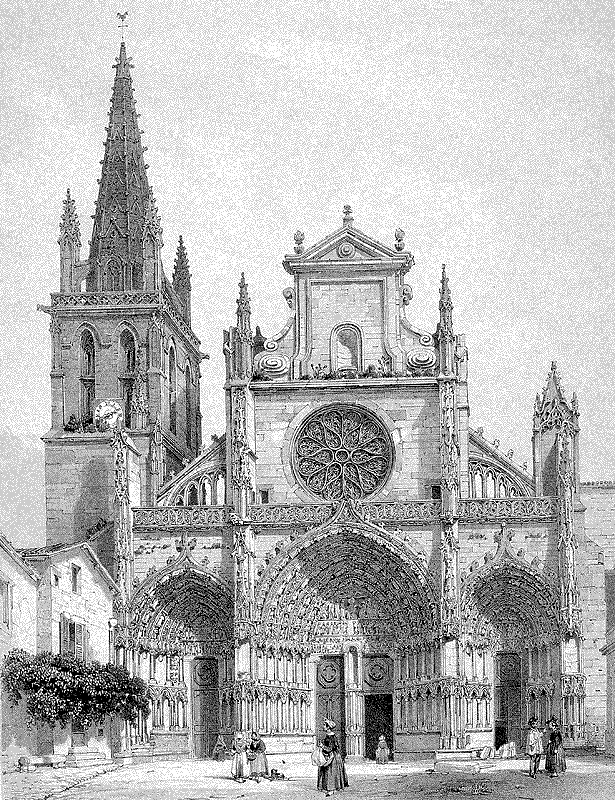
Gravat de Léo Drouyn (1844)
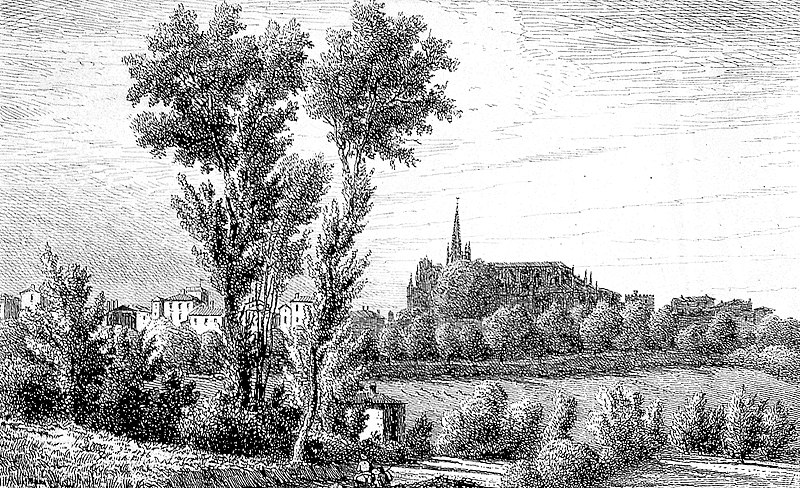
Gravat de Léo Drouyn (1846)